# 칠목재로
칠목재로(Chilmokjae-ro)는 전북특별자치도 익산시 함라면 벌매삼거리 와 익산시 웅포면 웅포삼거리를 잇는 도로이다.

## 주요 경유지
전북특별자치도
- 익산시 (함라면 . 웅포면)

## 노선
| 이름        | 접속 노선                 | 소재지 | 소재지 | 비고 |
| ----------- | ------------------------- | ------ | ------ | ---- |
| 벌매삼거리  | 황등서로                  | 익산시 | 함라면 |      |
| 신목 교차로 | 지방도 제711호선 (함안로) | 익산시 | 함라면 |      |
| 서면삼거리  | 입점고분길                | 익산시 | 웅포면 |      |
| 웅포삼거리  | 지방도 제706호선 (철새로) | 익산시 | 웅포면 |      |

## 주요 건물 및 시설
- HD현대오일뱅크 조은주유소 (칠목재로 2/신목리 993-4)